# Альдинская греческая Библия
Альдинская греческая Библия (греч. Πάντα τὰ κατ᾿ ἐξοχὴν καλούμενα βιβλία, θείας δηλαδὴ γραφῆς παλαιᾶς τε καὶ νέας) — одна из первых печатных публикаций Септуагинты.
Была издана в Венеции в 1518 году в типографии Альда Мануция. Ветхий Завет — на основе минускульных рукописей Венецианской Национальной библиотеки Св. Марка, текст Нового Завета скопирован с первопечатного Эразмовского издания 1516 г. Данная Библия полностью на греческом языке.
Содержит вставки на латинском языке.
Использовалась для подготовки церковнославянских Острожской Библии (1581 г.) и Елизаветинской Библии (1751 г.).